# Кристи, Лу
Лу Кри́сти (англ. Lou Christie. наст. имя: Lugee Alfredo Giovanni Sacco; 19 февраля 1943, Кресент-Тауншип, Пенсильвания — 18 июня 2025, Питтсбург, Пенсильвания) — американский певец, популярный в 1960-х годах.
Наиболее известен по таким хитам, как «Lightnin’ Strikes» (1966, 1 место в США) и «Two Faces Have I» (1963, 6 место в США).
Как пишет музыкальный сайт AllMusic, его «отличительный визжащий фальцет был одним из самых уникальных голосов во всей поп-музыке». Кроме того, Лу Кристи «был одним из первых исполнителей рок-эры, кто писал свои собственные песни, произведя на свет некоторые из самых больших и запоминающихся хитов середины 1960-х».
Умер 18 июня 2025 года в возрасте 82 лет в Питтсбурге, штат Пенсильвания.

## Дискография
- См. статью «Lou Christie § Discography» в английском разделе.